# 薛大鼎
薛大鼎（?—654年），字重臣，蒲州汾陰县（今山西省运城市万荣县）人，出自河东薛氏西祖第三房，唐朝初年官员。
薛大鼎是北周太子少傅、博平公薛善之孙，隋朝介州長史薛粹之子。605年左右，薛粹介入漢王楊諒謀反案，被殺。薛大鼎因年幼得免死罪，淪為“官奴”，流放辰州（今湖南沅陵），而後因为有战功得以返回故乡。大業十三年（617年），李淵太原起兵，薛大鼎在龍門投歸其幕府，建議李淵先攻隋朝永豐倉（渭水與黃河交界的著名糧倉，今位於陝西省大荔縣）。但李淵諸將決議取河東，故李淵未採納薛說，但用之，命為大將軍府「察非椽」（類似於御史，糾察政風）。
唐朝建立，武德四年（521年）任為山南道（即今荊州市）副大使。他在山南道任內，招撫流民、鼓勵耕田，政績頗善。貞觀中，累转鸿胪少卿、滄州刺史。鄭穗本刺瀛州，賈敦頤刺冀州，薛大鼎刺滄州，三人皆有名，因所在地為鼎足之勢，被讚為「鐺腳刺史」
。永徽四年（653年），授银青光禄大夫，行荆州大都督府长史。五年（654年）逝世，谥号恭。有二子：薛克构、薛克勤
。

## 延伸阅读
[在维基数据编辑]
 《舊唐書·卷185上》，出自刘昫《舊唐書》